# 東京都立化学工業高等学校
東京都立化学工業高等学校（とうきょうとりつ かがくこうぎょうこうとうがっこう）は、かつて東京都江東区に存在した都立工業高等学校である。

## 概要
- 1920年（大正9年）「東京府立化学工業学校」として設立[1]された。
- 2001年（平成13年）3月に閉校した。
- 跡地に東京都立大江戸高等学校が設立された。
- 本校と東京都立江東工業高等学校が合併して新設された東京都立科学技術高等学校[2]が、本校の学籍事務を扱う[3]。

## 著名な出身者
旧制化学工業学校
- 吉本隆明（思想家、文芸評論家、詩人）：卒業
- 大和田国男（技術者、実業家）：卒業
- 黒尾重明（プロ野球選手）：卒業
- 安田三郎（社会学者）：中退
- 倉若晴生（作曲家）

新制化学工業高校
- 北見けんいち（漫画家）
- 小岩井清（元衆議院議員、旧千葉4区）
- 杉本八郎（薬学者）
- 土屋公献（元日本弁護士連合会会長）
- 春風亭一朝（落語家）
- 郷里大輔（声優）